# 喙萼花科
喙萼花科只有1属1种，是单种科，只生长在南非的温带地区，是当地的特有种。
本科植物是常绿小乔木，单叶对生，有托叶；花瓣6，萼片在花蕾中呈明显的喙状，花开放后花萼和花瓣分离；果实为蒴果。
1981年的克朗奎斯特分类法将其列在千屈菜科中，后来经过修订认为应该单独分出一个科，仍然放在桃金娘目中，1998年根据基因亲缘关系分类的APG 分类法和2003年经过修订的APG II 分类法维持原分类。